# Головкино (Вышневолоцкий район)
Головкино (карел. Golofkina) — деревня в Вышневолоцком городском округе Тверской области.

## География
Находится в центральной части Тверской области на расстоянии приблизительно 22 км по прямой на восток-северо-восток от города Вышний Волочёк.

## История
По местным данным, деревня известна более 500 лет. Была отмечена на карте 1825 года. В 1859 году здесь (деревня Вышневолоцкого уезда) было учтено 15 дворов, в 1928 — 30. До 2019 года входила в состав ныне упразднённого Дятловского сельского поселения Вышневолоцкого муниципального района.

## Население
Численность населения составляла 84 человека (1859 год), 0 как в 2002 году, так и в 2010.